# 新七重浜仮乗降場
新七重浜仮乗降場 (しんななえはまかりじょうこうじょう) は、北海道上磯町（現・北斗市）にあった、鉄道省江差線（現・道南いさりび鉄道線）の鉄道駅（仮乗降場）である。七重浜駅と久根別駅の間に、5年間存在した。

## 歴史
1932年7月22日に開設された。七重浜駅長管理で、海水浴客を対象としていた。設置から5年後の1937年8月16日に廃止された。